# Шайтаны (деревня)
 Шайтаны  — деревня в Лебяжском районе Кировской области.

## География
Расположена на расстоянии примерно 29 км на юг от райцентра поселка  Лебяжье.

## История
Известна с 1873 года как деревня Ияруда-Сола, дворов 14 и жителей 93, в 1905 (Ияродосола или Шаитаны) 34 и 201, в 1926 40 и 183 (131 мари), в 1950  48 и 222, в 1989 187 жителей. Нынешнее название утвердилось с 1978 года.  В период 2006-2012 годов входила в состав Индыгойского сельского поселения, 2012 по 2020 год в состав Лажского сельского поселения до упразднения последнего.

## Население
Постоянное население составляло 168 человек (мари 96%) в 2002 году, 98 в 2010.